# Platja de Canyelles Petites
La platja de Canyelles Petites, o platja de Canyelles, és una platja residencial semiurbana del municipi de Roses (Alt Empordà), situada a la badia de Roses, entre el port de Roses i la platja de Canyelles Grosses, a dos quilòmetres del nucli urbà. Té una longitud de 251 metres i una amplada de 25 metres de sorra fina i aigües poc profundes. Es troba a recer de la tramuntana. Des de l'any 2003 gaudeix del certificat de qualitat ambiental EMAS i ISO 14.001.
A l'extrem de ponent de la platja hi ha els xalets coneguts popularment com 'El Submarí', declarats bé cultural d'interès local. A uns 200 m al costat de llevant hi ha la petita platja de Bonifaci, situada just enfront de l'illot del Castellet de l'Omella.